# تشارلز بيكفورد
تشارلز بيكفورد (بالإنجليزية: Charles Bickford)‏ مواليد 1 يناير 1891 في كامبريدج، ماساتشوستس، الولايات المتحدة - الوفاة 9 نوفمبر 1967 في لوس أنجلوس، هو ممثل أمريكي بدأ مسيرته الفنية سنة 1911. امتدت مسيرته الفنية لأكثر من 56 عاما.

## الأعمال
- عن الفئران والرجال
- أنشودة بيرناديت
- ابنة المزارع
- جوني بليندا
- الدولة الكبيرة
- أيام الخمر والورد

## روابط خارجية
- تشارلز بيكفورد على موقع IMDb (الإنجليزية)
- تشارلز بيكفورد على موقع ألو سيني (الفرنسية)
- تشارلز بيكفورد على موقع تيرنر كلاسيك موفيز (الإنجليزية)
- تشارلز بيكفورد على موقع أول موفي (الإنجليزية)
- تشارلز بيكفورد على موقع قاعدة بيانات برودواي على الإنترنت (الإنجليزية)
- تشارلز بيكفورد على موقع قاعدة بيانات برودواي على الإنترنت (الإنجليزية)
- تشارلز بيكفورد على موقع قاعدة بيانات الأفلام السويدية (السويدية)
- تشارلز بيكفورد على موقع إن إن دي بي (الإنجليزية)
- تشارلز بيكفورد على موقع قاعدة بيانات الفيلم (الإنجليزية)